# Basílica de la Inmaculada Concepción de la Santísima Virgen María en Berdichev
La Basílica de la Inmaculada Concepción de la Bienaventurada Virgen María  (también: Santuario de Nuestra Señora de Berdychiv ; ucraniano: Костел Непорочного Зачаття Пресвятої Діви Марії) es una iglesia carmelita construida entre los años 1739 y 1743 (también se dan las fechas 1737-1754) según el diseño del arquitecto general polaco Jan de Witte.

## Historia
En 1630, el voivoda de Kiev, Janusz Tyszkiewicz, trajo un convento de carmelitas descalzas a Berdyczów y donó un cuadro de Nuestra Señora de las Nieves a la iglesia del monasterio. Las obras de construcción iniciadas fueron interrumpidas y la iglesia inacabada fue reducida a ruinas por los cosacos durante el Levantamiento de Jmelnitski. Luego, en 1686, los descendientes del voivoda expulsaron a los monjes de Berdichev.Los monjes regresaron en 1717 y comenzaron la construcción de una iglesia de tres naves y los edificios del monasterio. En la intersección de la nave principal de la iglesia de estilo barroco tardío con el crucero se colocó una elevada cúpula. En 1756, la imagen de Nuestra Señora de Berdichev fue coronada con coronas papales. Al comienzo de la Confederación de Bar en 1768, fue un importante punto de resistencia para los confederados. La defensa del monasterio estuvo al mando de Casimir Pułaski.
En 1810 se añadieron dos torres a la fachada. Desde entonces, muchos peregrinos acudieron al templo. En Berdichev se abrió una imprenta y un taller de grabado. Se han recopilado ricas colecciones de biblioteca. En 1856, el cuadro sufrió una segunda coronación porque las coronas anteriores habían sido robadas. En 1866 las autoridades rusas abolieron la orden. Durante las siguientes décadas, el santuario estuvo bajo el cuidado de sacerdotes diocesanos.
El complejo carmelita se incendió, probablemente como resultado de un incendio provocado por los comunistas durante la Segunda Guerra Mundial. La imagen de Nuestra Señora de las Nieves se perdió y el marco del cuadro, junto con los vasos litúrgicos, fue fundido en metales no ferrosos por las nuevas autoridades. El interior barroco del templo fue demolido deliberadamente y completamente destruido.
Después de la caída de la URSS, los Carmelitas Descalzos regresaron a Berdichev en 1991. En 1994 se logró recuperar el templo en estado de ruinas, despojado de todo su mobiliario. En el interior de la iglesia superior había árboles y en la parte inferior había un pabellón deportivo. Los carmelitas comenzaron inmediatamente a reconstruir el templo.

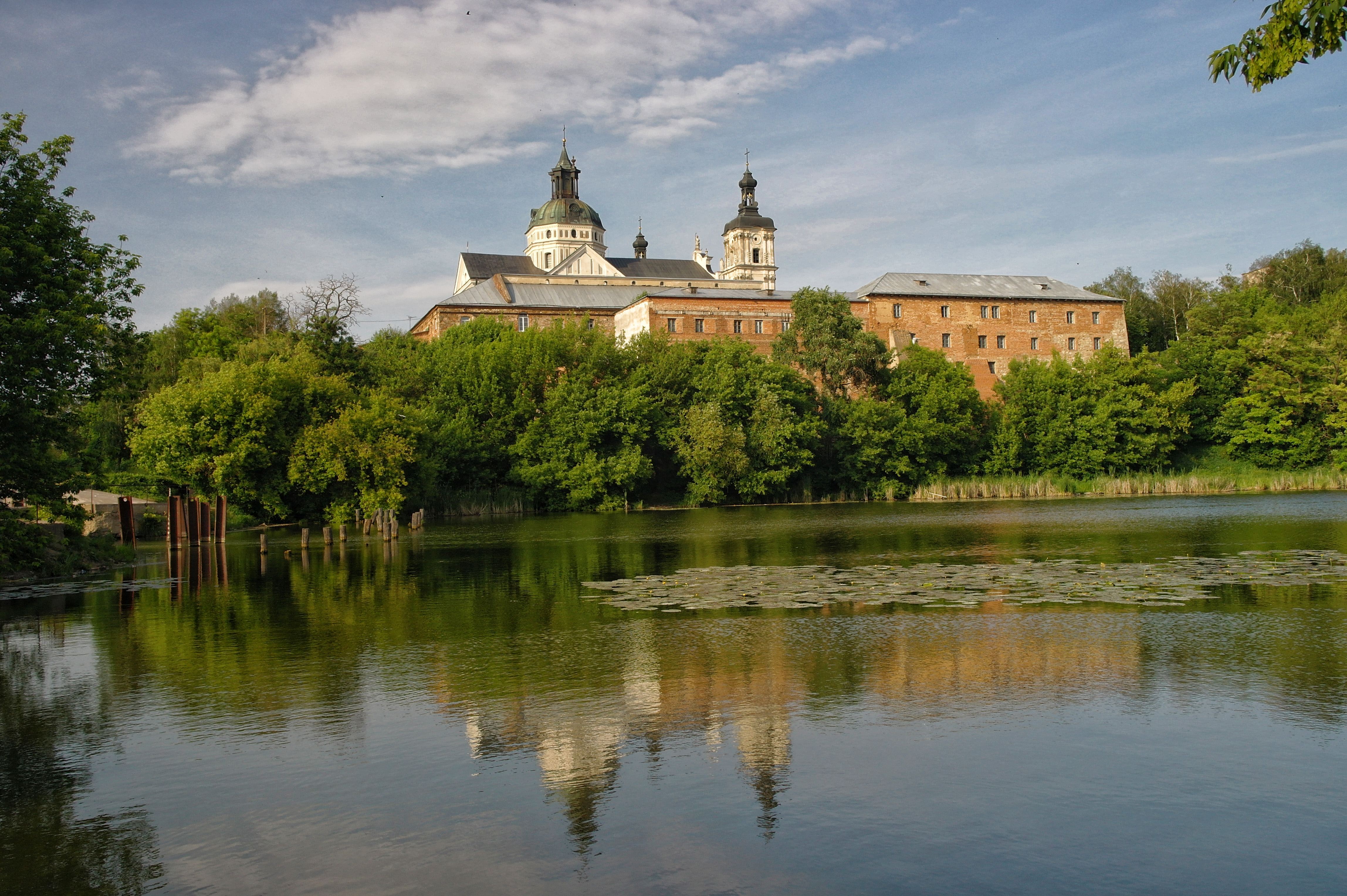
Panorama del monasterio carmelita

En 2008, después de muchos arduos esfuerzos, fue posible recuperar una parte de los edificios del monasterio, que en 2011 albergarán el museo de Joseph Conrad (nacido en Berdichev). La Sociedad Polaca Conrad, dirigida por el profesor Zdzisław Najder. llevaba muchos años intentando crear este museo.En los últimos años, tanto la iglesia como el monasterio han sido objeto de un proyecto de revalorización, llevado a cabo en el marco del Programa "Patrimonio Cultural" del Ministro de Cultura y Patrimonio Nacional, financiado con fondos ministeriales que proceden directamente del presupuesto del Estado polaco  El 9 de junio de 2012 se inauguró solemnemente la parte superior de la iglesia y se reconsagró el templo, y en esta ocasión el Papa entregó dones en forma de vasos litúrgicos.  También se confirmó que el Museo Joseph Conrad abrirá próximamente.
La imagen milagrosa de Nuestra Señora de Berdychiv permanece perdida, mientras que la iglesia contiene una copia consagrada por el Papa Juan Pablo II, entronizado solemnemente en 1997 y coronado un año después.

El 25 de junio de 2024, por decisión del Papa Francisco, la iglesia fue erigida como basílica menor, lo que fue anunciado el 21 de julio por el enviado papal a Ucrania, el cardenal. Pietro Parolin. 

Galería
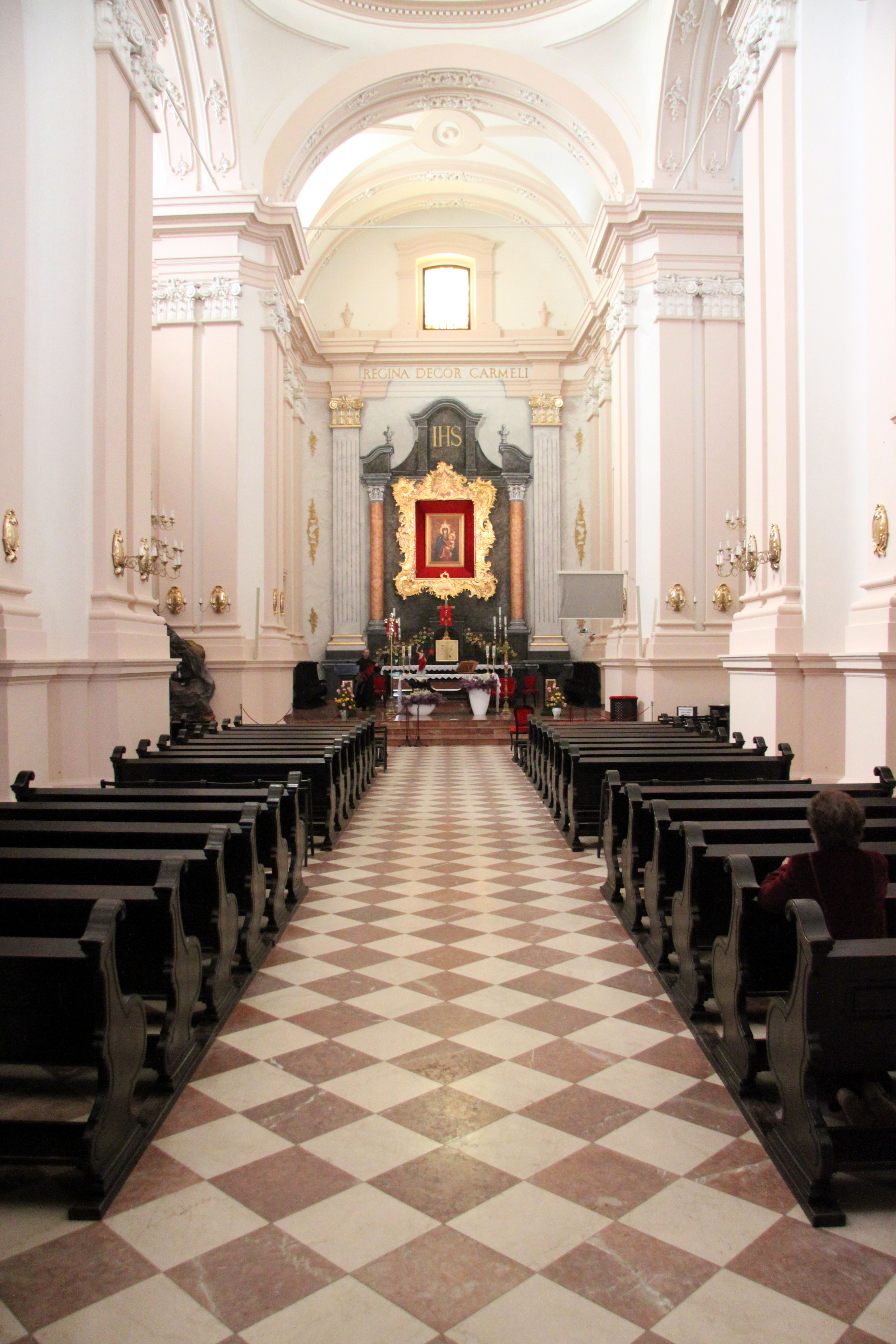
Interior de la iglesia
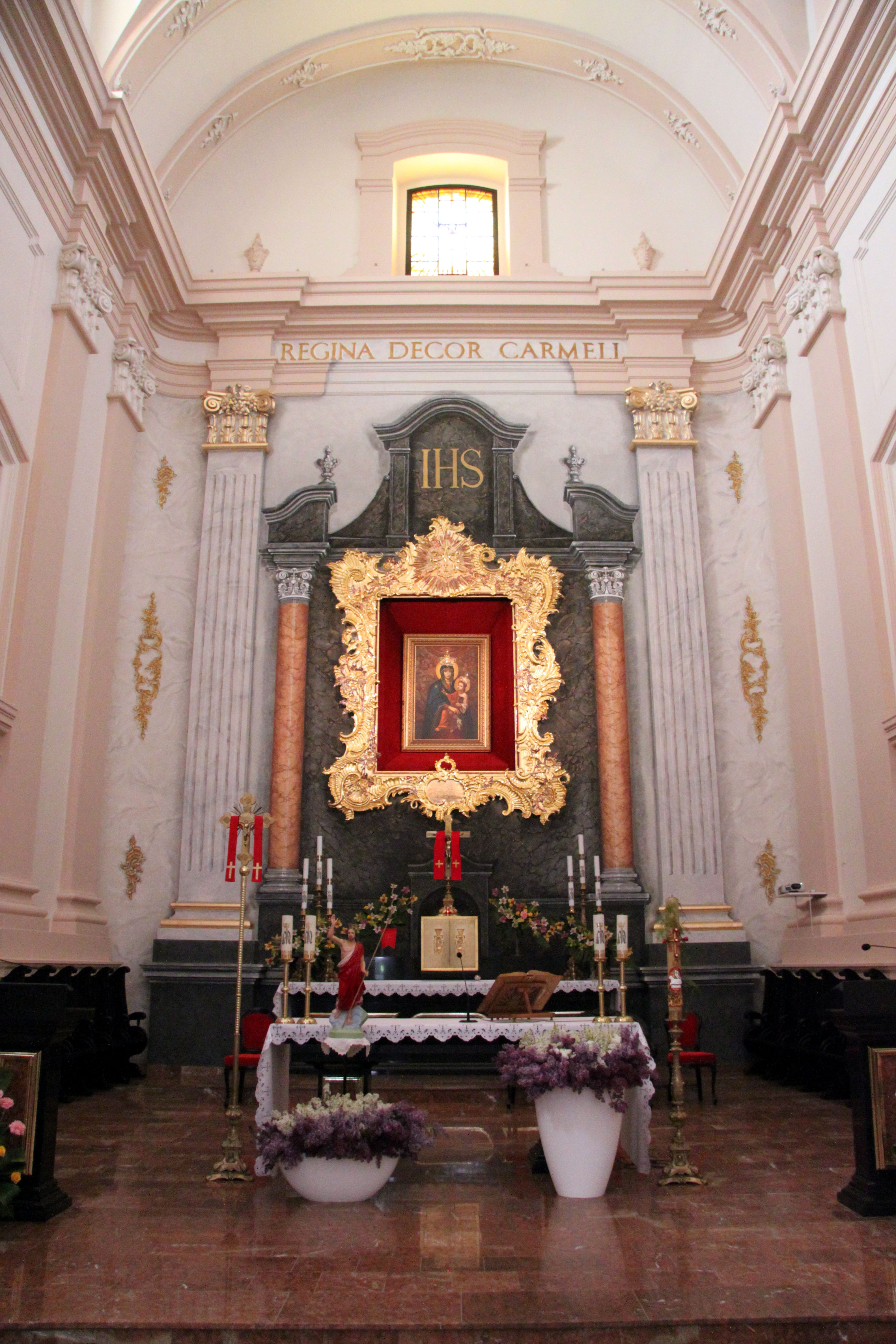
El altar mayor con una copia del cuadro de Nuestra Señora de Berdichev
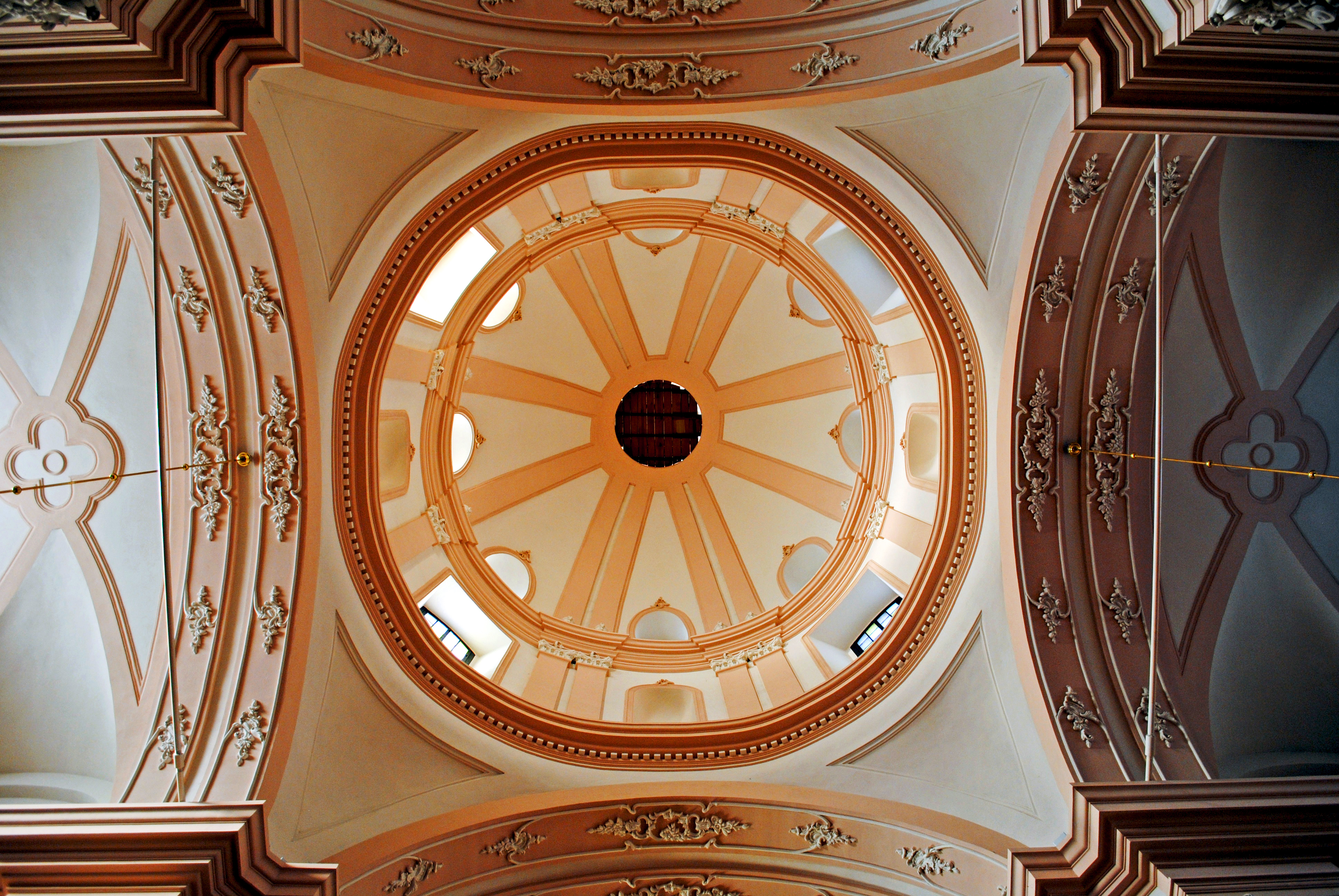
La cúpula de la iglesia